# Pero Tafur

Pero Tafurs handtekening (reproductie)

Pero Tafur was ridder, koopman, schrijver en reiziger. Rond 1410 is hij in de stad Córdoba in Castilië geboren. Omstreeks 1484/87 is hij gestorven.

## Leven
Dankzij de reisverslagen van Pero Tafur hebben wij een betere kijk op het late middeleeuwse leven. Zo maakte hij o.a. verslagen over de handel en over het dagelijkse leven. Vanaf ca. 1434 bezocht hij vele plaatsen rond de Middellandse Zee zoals Marokko, Egypte, Rodos, Cyprus, Tenedos en Byzantium. Rond 1437/38 bezocht hij het midden van Europa zoals het Heilige Roomse Rijk, Frankrijk en de Lage Landen.
In de Lage Landen was hij vooral onder de indruk van Antwerpen. Hij schreef daarover het volgende: Ik heb de jaarmarkten van Genève, Frankfurt en Medina in Castilië gezien, maar allen tezamen kunnen deze nog niet vergeleken worden met Antwerpen. Verder viel het hem op dat er veel nationaliteiten in de stad rondliepen. Naast Antwerpen bezocht hij ook Nijmegen, waar hij voor een korte tijd bij de hertog Arnold van Gelre verbleef.
In 1453/54 bundelde hij al zijn reiservaringen in het boek Andanças e viajes de Pero Tafur por diversas partes del mundo avidos (De reizen van Pero Tafor over de verschillende delen van de wereld). Hoewel er een gerucht gaat dat Tafor dit boek geschreven had om zijn naambekendheid te vergroten, werd het pas in 1874 uitgeven.
Toen hij meereisde in de zomer van 1438 in het gevolg van de Bourgondische hertog schreef hij: "Deze stad Brugge is groot en heel rijk en zij behoort tot de grootste markten van de wereld. Men zegt dat twee handelssteden met elkaar wedijveren: Brugge in Vlaanderen in het westen, en Venetië in het oosten. Mij komt het voor, en allen zeggen het hier ook, dat Brugge de grootste van de twee naties is omdat zij de enige in het westen is -ook al is er ook in Engeland enige handel- waar alle naties van de hele wereld elkaar ontmoeten. Naar verluidt varen uit de Brugse haven in een dag soms zevenhonderd schepen af. Daarentegen drijft men in Venetië, hoewel dat heel rijk is, alleen inheemse handel."

## Uitgaven en vertalingen
- P. Tafur, Andanças e viajes de un hidalgo español. Pero Tafur (1436–1439), eds. J. Vives Gatell, M. Jiménez de la Espada en F. López Estrada, 1982. ISBN 8473700600
- Pero Tafur, Travels and Adventures, 1435-1439, Routledge, 2004. ISBN 0415344751